# Jonathan Quick
Jonathan Quick (Milford, Connecticut, 21 de enero de 1986), apodado Quicker, es un jugador profesional estadounidense de hockey sobre hielo que se desempeña en la posición de guardameta en New York Rangers, equipo de la National Hockey League (NHL).

## Carrera
Fue seleccionado en la tercera ronda en la NHL Entry Draft de 2005. En 2007 hizo su debut profesional con el equipo Los Angeles Kings, en el cual jugó 16 temporadas (2007-2022), después pasó a Vegas Golden Knights (2022-2023), luego a New York Rangers, donde lleva jugando una temporada.